# Tomáš Medek

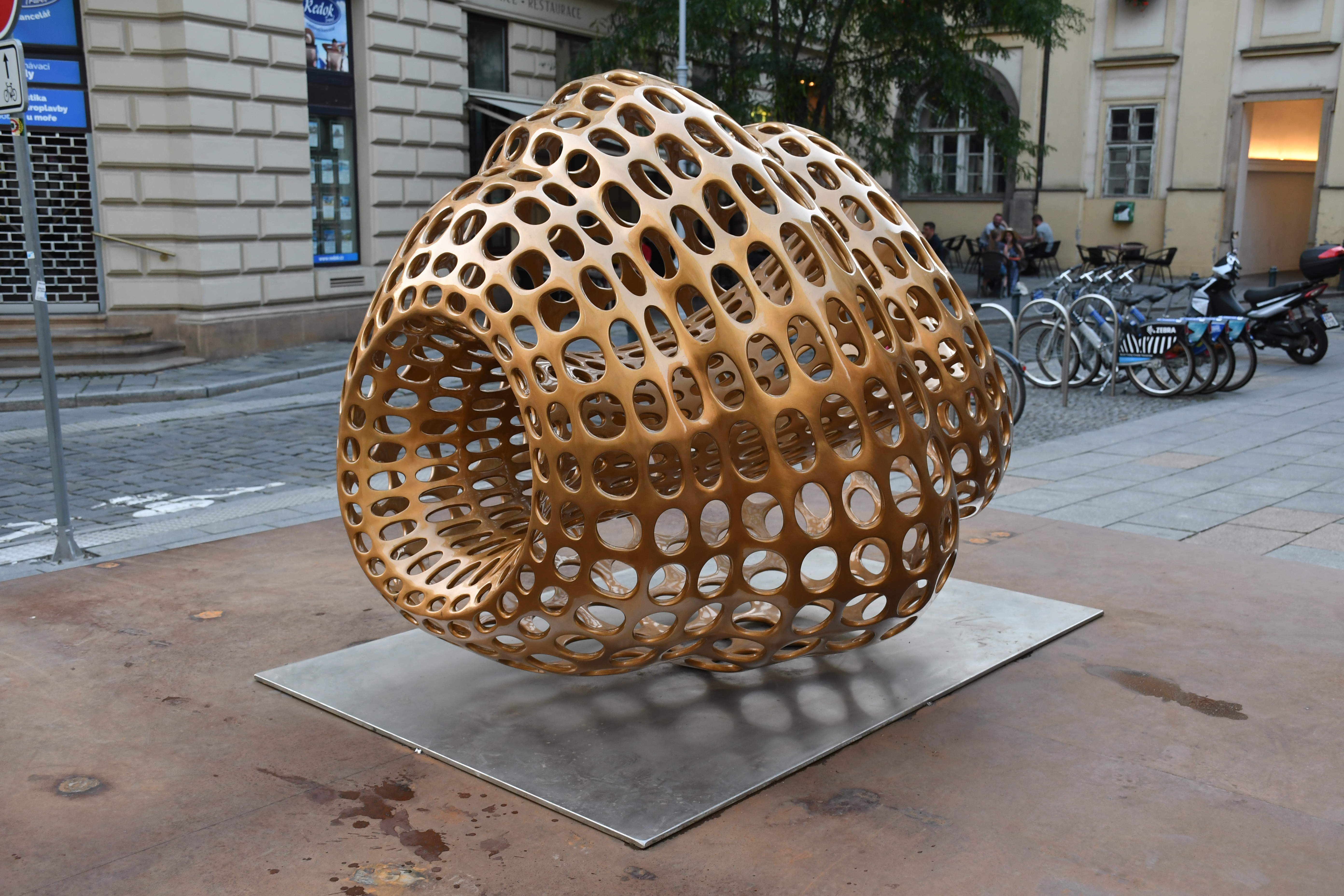
Kapsule, Brno, Galerie Šilingrák, 2020

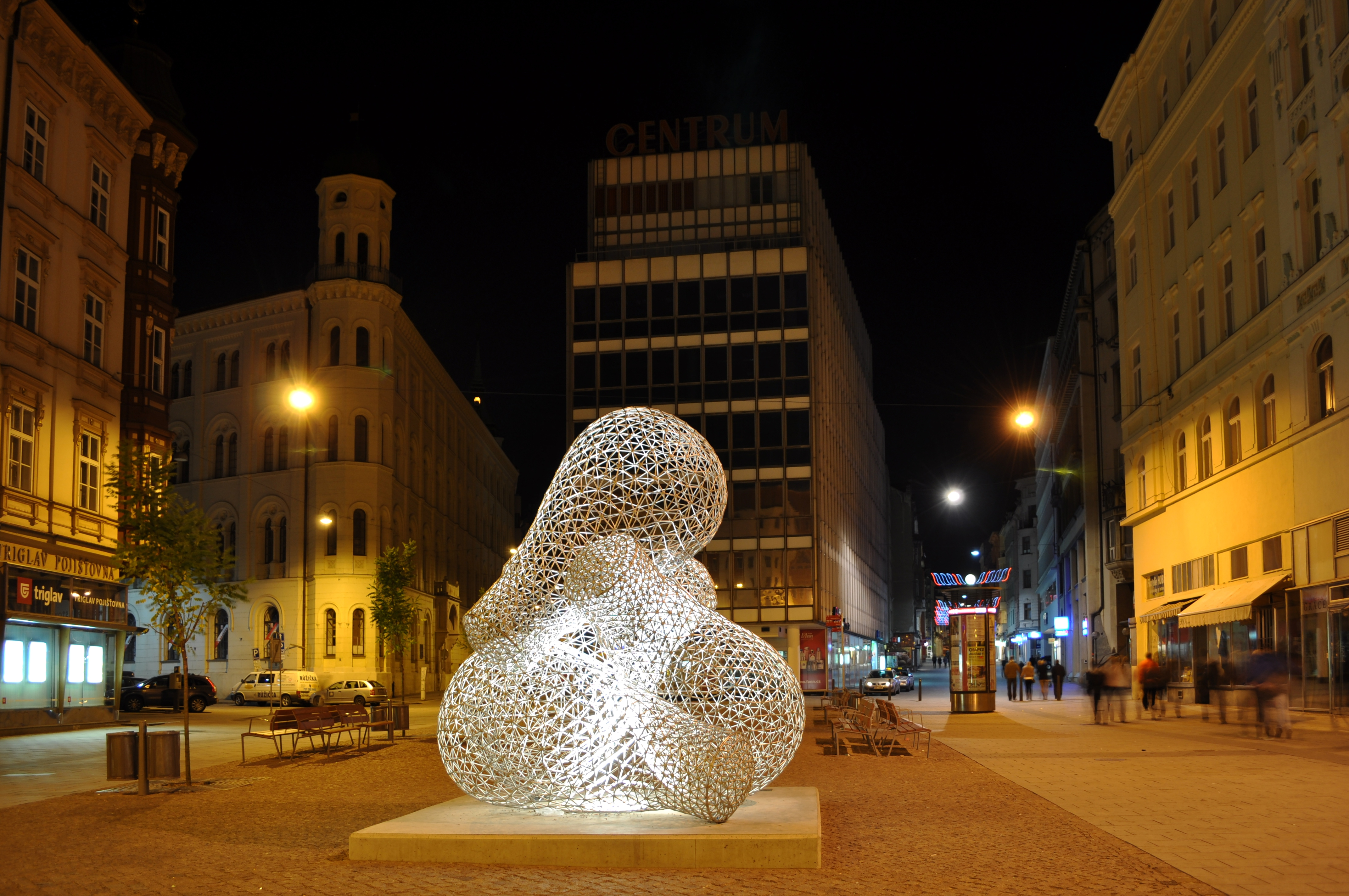
Sochařská realizace „Pocta T. A. Edisonovi“. Tomáš Medek, 2010, Brno – Malinovského náměstí

Tomáš Medek (* 1. března 1969 Brno) je český sochař a vysokoškolský pedagog. 

## Život a dílo
V letech 1983–1987 se vyučil dřevomodelářem a kovomodelářem, poté vystudoval design nábytku na Střední uměleckoprůmyslové škole v Brně (1987–1990). V letech 1992–1996 absolvoval bakalářské studium na Fakultě výtvarných umění VUT v Brně a v letech 1997–1998 magisterské studium u prof. Vladimíra Preclíka. Mezitím v roce 1997 studoval v ateliéru sochařství u prof. Johna Greera a Robina Peckny na Nova Scotia College of Art and Design v Halifaxu, Kanada. 
Od roku 1998 působí Tomáš Medek na Fakultě výtvarného umění VUT Brno v Ateliéru sochařství I. Michala Gabriela.
Během svého studia na fakultě výtvarných umění začal tvořit první sochy. V tomto období vytvářel mobilní dřevěné konstrukce, často i s pohyblivými díly. Později se zabýval objekty inspirovanými rostlinným světem. Po roce 2000 také začal vytvářet geometrické plastiky z čtvrtin a šestin kruhu, jejichž vzájemným spojováním vzniká široké spektrum variací tvarů. Jeho dalším zájmem je také grafika, převážně rozměrné digitální tisky na plátně, které jsou inspirované trojúhelníkovými a čtvercovými sítěmi využívanými v 3D technologiích.

## Ocenění
- 2007 1. cena v evropské soutěži monumentální sochy „ART is STEEL”, Remeš, Francie
- 2007 1. cena ve výtvarné soutěži: Sochy pro Brno II., (T.A.Edison)
- 2003 Grant Pollock-Krasner Foundation, New York, USA
- 2002 Hungarian University of Craft and Design, Budapest, studijní pobytový grant, Cepus, Maďarsko
- 2000 Cena rektora VUT v Brně, Za vynikající výsledky v pedagogické a vědecké činnosti
- 1999 Akademija za likovno umetnost, Ljubljana, studijní pobytový grant, Cepus, Slovinsko
- 1997 Open Society Fund, studijní pobytový grant, Canada

## Zastoupení ve sbírkách
- Nova Scotia Art Gallery, Halifax, Kanada
- Národní galerie v Praze
- Sbírka současného výtvarného umění města Mikulova
- V soukromých sbírkách v ČR i v zahraničí